# Peroxid barnatý
Peroxid barnatý je sloučenina barya a kyslíku se vzorcem BaO2.

## Fyzikální vlastnosti
Peroxid barnatý obsahuje peroxidovou skupinu O22−, kde jsou atomy kyslíku vázány vzájemně a každý pak na atom barya. V tuhé fázi má sloučenina stejnou strukturu jako karbid vápenatý, CaC2.

## Použití
Tato šedobílá látka patří mezi nejrozšířenější anorganické peroxidy. Je silným oxidačním činidlem. Používá se jako bělidlo, také v zábavní pyrotechnice jako oxidant, kde navíc poskytuje živě zelenou barvu, podobně jako jiné sloučeniny barya.

## Výroba
Peroxid barnatý vzniká zvratnou absorpcí O2 oxidem barnatým. Kyslík se uvolňuje zpět při teplotách nad 500 °C.
2 BaO + O2 ⇌ 2 BaO2
Tato reakce je základem (dnes už překonaného) Brinova procesu separace kyslíku z atmosféry. Jiné oxidy, například oxid sodný Na2O, se chovají podobně.

## Reakce
Peroxid barnatý lze pomocí kyseliny sírové převést na peroxid vodíku:
BaO2 + H2SO4 → H2O2 + BaSO4
Nerozpustný síran barnatý se ze směsi odfiltruje.